# Pneophyllum coronatum
Pneophyllum coronatum (Rosanoff) Penrose in Chamberlain, 1994 é o nome botânico de uma espécie de algas vermelhas pluricelulares do gênero Pneophyllum, família Corallinaceae, subfamília Mastophoroideae.
- São algas marinhas encontradas na Europa, África, Ásia e Austrália.

## Sinonímia
- Melobesia coronata Rosanoff, 1866
- Melobesia caulerpae Foslie, 1906
- Heteroderma caulerpae (Foslie) Foslie, 1909
- Heteroderma coronatum (Rosanoff) Foslie, 1909
- Melobesia trichostoma Rosenvinge, 1917
- Fosliella tenuis Adey & P.J. Adey, 1973
- Pneophyllum rosanoffii Y.M. Chamberlain, 1983
- Pneophyllum caulerpae (Foslie) P.L. Jones & Woelkerling, 1984